# Birkat haMinim
La bénédiction pour les hérétiques (hébreu : ברכת המינים, birkat haMinim, « bénédiction des hérétiques ») est la douzième des dix-huit bénédictions. 
La birkat haMinim est une imprécation à l’encontre des peroushim ("séparés, dissidents") et des malshinim (« dénonciateurs »), appelant à leur prompte disparition. Reformulées vers la fin du Ier siècle dans le contexte de l'Académie de Yabneh, elle vise alors aussi les minim (« hérétiques », littéralement "ceux du dehors") et spécifiquement les notsrim (les nazôréens), un groupe juif qui reconnaissait Jésus de Nazareth comme messie. Cette malédiction que les notsrim étaient obligés de prononcer contre eux-mêmes a contribué à les exclure de la synagogue et à créer une orthodoxie, alors qu'avant la destruction du Temple de Jérusalem (70), le judaïsme était d'une extrême diversité.
Dans un but polémique, qui a parfois par la suite justifié des persécutions, les pères de l’Église ont prétendu qu'elle visait les chrétiens dans leur ensemble, alors que le terme minim désignait les groupes juifs jugés déviants.

## Une des versions de cette «bénédiction»
Le texte de la Birkat haMinim dans sa version palestinienne la plus simple, tel qu'il a été retrouvé dans la gueniza du Caire :
« Que les apostats-renégats [mashoumadim = "ceux qui ont été détruits/ anéantis"] n'aient plus aucun espoir ; que le pouvoir de malheur [malkhout zadon, c’est-à-dire l’Empire romain] disparaisse rapidement de nos jours, que les notsrim et les minim aillent sur l'heure à leur perte, qu'ils soient effacés du livre de vie et qu'ils ne soient pas mentionnés parmi les justes. Béni soit le Seigneur qui courbe les méchants,. »

## Histoire de la Birkat haMinim dans la tradition juive
À l'époque de Yavné (vers 90-95), le rabbi Gamliel II de Yavné veut réactiver le texte de la Birkat haMinim tombé en désuétude. Il demande si quelqu'un veut se charger de sa composition – il s'agit probablement seulement de l'actualiser.
« Les rabbins ont enseigné : Chim'on haPakkouli a mis en ordre dix-huit bénédictions devant Rabban Gamliel à Yavne. Rabban Gamliel dit aux érudits : "Y a-t-il quelqu'un qui puisse composer la Birkat haMinim ?" Samuel le petit se leva et la composa. »
L'expression « mettre en ordre » (de la racine sdr) confirme qu'il s'agit d'une réactualisation d'une « bénédiction » existante. Les traditions juives disant que la birkat ha-minim est la 19e bénédiction dans la prière des 18 bénédictions sont douteuses. Ainsi, d'après une baraïta concernant la birkat bôneh yerušalayîm, 14e du šemônê ʿesrê : 
« Les XVIII [bénédictions mentionnent] les Minîm dans [la bénédiction] des Séparés [Parošîn, = 12e], les Gerîm [étrangers qui se convertissent] dans [la bénédiction] des Vieux [= 13e] et David dans [la bénédiction] bôneh yerušalayîm [= 14e],. »
En d'autres termes, la 12e bénédiction, dite aujourd'hui « des minim », existait antérieurement à cette « mise en ordre ». Un autre passage du traité Berakhot mentionne, lui aussi, que « la bénédiction des minim a été unie à celle des peroushim ("séparés, dissidents") », il est assez logique que cette demande faite à Dieu contre les minim soit jointe à celle faite auparavant contre les peroushim, d'autres dissidents.

## Bénédiction des hérétiques
« Birkat haMinim » est souvent traduit par « Bénédiction des hérétiques ». Pour Simon Claude Mimouni, « l'emploi du mot hérétique dans cette traduction permet de ne pas entamer les multiples sens du terme min. » Cette appellation remonte à l'époque talmudique et désigne la douzième demande effectuée lors de la récitation de la prière du Shemoneh-'esreh, appelée aussi les « Dix-huit Bénédictions ». Cette « bénédiction » est en général considérée comme l'une des pièces les plus importantes pour l'étude des relations conflictuelles entre le judaïsme et le christianisme. La Birkat haMinim a été améliorée ou composée vers la fin du Ier siècle, époque à partir de laquelle sa récitation est devenue obligatoire,.
La Birkat haMinim est en fait une malédiction contre différents groupes, mais elle est naturellement une bénédiction pour celui qui la prononce, pour peu qu'il ne soit membre d'aucun de ces groupes. Avant sa « mise en ordre » sous l'égide de Gamaliel de Yabneh, cette 12e demande faite à Dieu existait probablement déjà et visait les peroushim ("séparés, dissidents") ». Entre 85 et 100, elle aurait été reformulée à la demande de Gamaliel de Yabneh, afin de viser aussi les minim (les « hérétiques » en général) et les notsrim (les nazôréens) et insérée dans la prière quotidienne, pour éloigner ou exclure les juifs chrétiens. 
En rendant obligatoire, l'énoncé de cette douzième demande, les minim et les notsrim étaient obligés de se maudire eux-mêmes et appelaient ainsi à leur prompte disparition. Cette prière a contribué à les exclure de la synagogue et à créer une orthodoxie, alors qu'avant la destruction du Temple de Jérusalem (70), le judaïsme était d'une extrême diversité. Le fait que les différentes versions du Talmud insistent sur l'obligation de la prononcer pour tout juif indique qu'il s'agissait bien d'exercer une pression du groupe sur toute personne pouvant être encline à être séduite par quelque aspect de ces groupes désormais qualifiés d'hérétiques,. Les « hérétiques », quels qu'ils soient, étant placés devant le choix de se maudire eux-mêmes en disant amen à la fin de la prière, ou de ne plus venir à la synagogue. Cette prière n'est toutefois pas la cause de la séparation entre le judaïsme rabbinique et le judaïsme chrétien, « mais la conséquence d'une rupture plus profonde, une rupture idéologique. » Cette prière de séparation « ne s'est imposée que fort progressivement parce que les Rabbis pharisiens étaient loin de contrôler l'ensemble du judaïsme palestinien et a fortiori le judaïsme de la diaspora ». Cette séparation « ne sera d'ailleurs jamais totale, au moins jusqu'au Ve siècle. »
Pour Simon-Claude Mimouni, à partir des années 90-100, « les chrétiens d'origine juive (notamment les nazôréens), à l'égal des autres opposants (comme les Sadducéens, les esséniens, ou les baptistes) », ont été de plus en plus considérés par le mouvement des rabbins, « comme une « secte », qu'il convient d'éloigner par tout un dispositif, afin d'empêcher désormais la propagation de ses idées messianiques en faveur de Jésus de Nazareth dans un judaïsme qui à partir des années 70, sous la pression des événements historiques se veut de plus en plus uniforme. » La proposition de Gamaliel le Jeune vise à unifier les divers courants judéens autour d'une seule et même « halakhah » en luttant contre tous les minim, mais en visant spécifiquement les notsrim, concurrents directs. Ce projet « sera partiellement réalisé par la suite tout au long des IIe – IIIe siècle », ce « qui a contribué à la constitution d'une « norme » nouvelle, d'une « orthopraxie », que l'on qualifie aujourd'hui par l'adjectif « orthodoxe ». »
Selon les témoignages des Pères de l'Église des IIIe et IVe siècles, cette malédiction aurait particulièrement visé les « chrétiens » en général, alors qu'elle n'a jamais visé que des juifs, et en particulier les juifs chrétiens, les nazôréens, appelés notsrim en hébreu.

## Les minim
Le terme « minim » (« espèces ») fut utilisé par les Sages du Talmud pour désigner toutes sortes de dissidents à l'orthodoxie pharisienne, par exemple ceux qui prétendaient accorder aux Dix Commandements prééminence sur le reste de la Torah,. Si, au XIIe siècle, Moïse Maïmonide énumère dans son Mishneh Torah cinq sortes de minim, « le Talmud de Jérusalem affirme l'existence de vingt-quatre sortes de minim. »
D'aucuns, et en particulier la critique chrétienne, ont longtemps pétendu que ce terme désignait les chrétiens. Il apparaît qu'il désigne tout type de « sectaire », sachant que chaque école talmudique pouvait en excommunier une autre. « Dans la littérature [juive] de Palestine, tant à l'époque des Tannaïm qu'à celle des Amoraïm, le terme min a été utilisé pour désigner des juifs sectaires, c'est-à-dire des opposants au judaïsme pharisien/ tannaïte, mais jamais des non-juifs, alors que dans la littérature de Babylonie ce terme est utilisé pour désigner parfois des non-juifs. »

## Les notsrim
« Notsrim » est la forme plurielle de « nazôréen » en hébreu (grec nazôraioi), comme Yeshu ha-Notsri est la forme hébraïque de Jésus le Nazôréen  (grec Iesous ho Nazôraios).[réf. nécessaire]
À partir d'une date inconnue, mais située après la destruction du Temple (70) et probablement après 90, la Birkat haMinim va explicitement viser les notsrim en plus des minim. Les Pères de l'Église ont estimé que cela prouvait l'hostilité des juifs vis-à-vis des chrétiens, permettant de justifier à leurs yeux de revendiquer être le verus Israël.[réf. nécessaire]
Toutes les versions qui subsistent ne mentionnent pas les notzrim.
« Si on prend à titre de référence deux personnalités représentatives du courant pharisien, à savoir Rabban Gamliel l'Ancien (le "maître" de saint Paul au cours de la première moitié du Ier siècle de notre ère) et Rabban Gamliel de Yavné, petit-fils du précédent, floruit durant la fin du Ier siècle, on constate une évolution singulière des rapports entre proto-nazaréens et les pharisiens. »

## Les différentes versions
« Il existe de nombreuses versions de la Birkat haMinim, pour la plupart transmises dans les rituels de prières : versions palestinienne et babyloniennes, mais aussi espagnoles, yéménites, persanes, etc. » Cette diversité se comprend au regard des rapports conflictuels que le judaïsme a eu avec le christianisme de plus en plus dominant. Dans le rite ashkénaze, cette douzième demande ne porte pas nécessairement sur les minim et les notsrim. Pour Simon-Claude Mimouni, « ce changement est évidemment le fruit d'une autocensure qui remonte à l'époque médiévale. » Dans le rite sépharade, cette demande porte sur les malshinim (les délateurs) et les minim. « L'absence des nosrim se comprend aisément dans un monde musulman où les chrétiens ne représentent aucun danger » et où les juifs chrétiens (les naçara du Coran) se sont fondus dans l'islam et dont les correspondants en Arabie ont probablement participé à sa fondation.

### Versions de la guenizah du Caire
Deux versions différentes ont été retrouvées dans la guenizah du Caire. Trois ou quatre catégories religieuses ou politiques sont visées par la bénédiction selon ces versions. La différence « porte essentiellement sur la présence ou l'absence de la référence à l'Empire romain, mais dans les deux cas les notsrim et les minim sont mentionnés. » L'Empire romain est mentionné dans une des deux versions sous la forme malkhout zedin (le « royaume de l'impertinence » ou le « royaume de l'arrogance »). Les trois autres catégories sont mentionnées dans les deux versions. Les Juifs qui collaborent avec les Romains sont visés en premier, sous l'appellation meshoumadim (les « apostats »). Ensuite les Juifs qui ont suivi Jésus sont désignés sous l'expression nosrim (nazôréens), puis les hérétiques en général sont désignés sous l'expression minim.

### Versions palestiniennes
Les six versions palestiniennes publiées par A. Marmostein contiennent toutes le terme nosrim placé avant celui de minim, comme dans les versions de la gueniza du Caire.

### Versions babyloniennes
La principale des versions babyloniennes est transmise dans le Seder de Rabbi Amram Gaon (vers 810-814), considéré comme la source du rituel babylonien, même si à l'origine il a été destiné à la communauté juive de Barcelone. À l'exception d'une version datant de 1426, la mention des notsrim a disparu. Les versions babyloniennes sont considérées en général, comme postérieures aux versions palestiniennes.

## Polémique judéo-chrétienne?
Edouard Will et Claude Orrieux font des « succès de la prédication judéo-chrétienne une des raisons pour lesquelles les autorités de Yavnéh prirent, dans les années 80, une mesure d'exclusion contre les "hérétiques" (les minim : tous ceux qui se révélaient en désaccord avec l'orthodoxie pharisienne). » « Si, comme nous le pensons, le premier évangile [(Matthieu)]  est postérieur aux mesures de défense contre les apostats et les hérétiques, ne pourrait-on voir dans Matthieu 23:15 une manière de réponse polémique et ironique à ce que les chrétiens percevaient comme une excommunication dirigée contre eux ? »

### Articles et chapitres
- Dan Jaffé, « Hors de la synagogue, point de salut ! : Contribution à l'étude des relationsentre rabbis et judéo-chrétiens : l'exemple de la Birkat Ha-minim », dans Dan Jaffé (dir.), Juifs et chrétiens aux premiers siècles : Identités, dialogues et dissidences, Cerf, 2019 (ISBN 978-2-204-11389-2), p. 339-362
- Philippe Bobichon, « Persécutions, calomnies, ‘birkat ha-Minim’, et émissaires juifs de propagande antichrétienne dans le Dialogue avec Tryphon de Justin Martyr », Revue des études juives, vol. 162, nos 3-4,‎ 2003, p. 403-419 (lire en ligne, consulté le 14 novembre 2021)
- Liliane Vana, « La Birkat ha-Minim est-elle une prière contre les judéo-chrétiens ? », dans Nicole Belayche (dir.), Les communautés religieuses dans le monde gréco-romain, Brepols, 2003 (lire en ligne), p. 201-241
- Simon-Claude Mimouni, « La Birkat ha-Minim : Une prière juive contre les judéo-chrétiens », Revue des sciences religieuses, vol. 71, no 3,‎ 1997, p. 275-298

### Ouvrages
- Dan Jaffé, Le Talmud et les origines juives du christianisme, Cerf, 2007 (ISBN 9782204082648)
- Simon-Claude Mimouni, Les Chrétiens d’origine juive dans l’Antiquité, Albin Michel, coll. « Présences du judaïsme », 2004 (ISBN 978-2226154415)
- François Blanchetière, Enquête sur les racines juives du mouvement chrétien, Cerf, 2001, 587 p. (ISBN 978-2-204-06215-2)
- Simon-Claude Mimouni (préf. André Caquot), Le Judéo-christianisme ancien : Essais historiques, Cerf, coll. « Essais historiques », 1998 (ISBN 9782204059374)
- Geoffrey Wigoder (dir.) et Sylvie Anne Goldberg (dir. adapt. en français), Dictionnaire encyclopédique du judaïsme, Cerf/Robert Laffont, 1996 (ISBN 9782221080993)